# Ritmo armónico
El ritmo armónico, también conocido como tempo armónico, en teoría musical es el ritmo con el que se suceden los diferentes acordes en una determinada composición, teniendo en cuenta que este concepto se aplica exclusivamente a la música tonal.

## Descripción
El ritmo armónico es la frecuencia con la que varían los acordes. Por tanto, el acorde es la unidad fundamental del ritmo armónico. Según Joseph Swain, "la percepción del ritmo depende de los cambios armónicos". De acuerdo con Walter Piston (1944), "el ritmo contribuyó a la música mediante los cambios subyacentes de armonía. El patrón del ritmo armónico de una pieza musical concreta, evocado por la notación de los cambios de raíz, revela características importantes y distintivas que afectan al estilo y a la textura".
De manera parecida y complementaria al ritmo propiamente dicho, el ritmo armónico es un indicador de la actividad armónica y acordal, en este caso concreto, de una obra musical o de un determinado pasaje de la misma. Un ritmo armónico consiste en unos valores más largos o más cortos, es decir, un grado de actividad que haga que se permanezca más o menos tiempo sobre un mismo acorde, transmite a la pieza un sentido de actividad que se complementa con el que le aportan el ritmo y el tempo. Así, por ejemplo, un ritmo armónico que se acelera puede conferir al conjunto del pasaje un sentimiento de verdadera aceleración a pesar de que ni el ritmo ni el tempo sufran una variación sustancial.

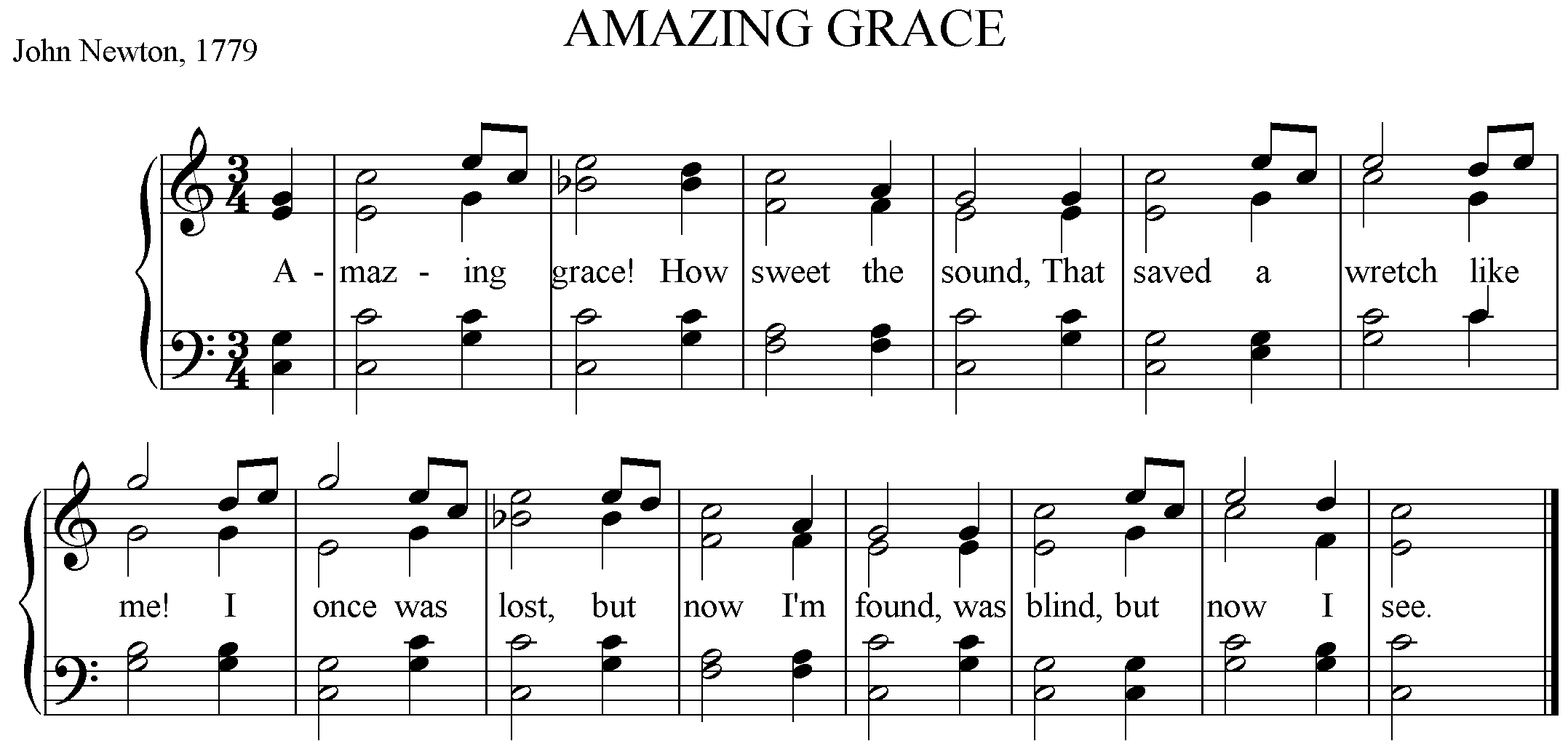
Pieza con un ritmo armónico de aproximadamente un acorde por compás, excepto en la cadencia en que se acelera.

Son elementos habituales del ritmo armónico que este se acelere al acercarse a los procesos cadenciales, así como que el tempo y el ritmo armónicos a menudo sean inversamente proporcionales. Es decir, que los movimientos lentos se correspondan con ritmos armónicos rápidos y, a la inversa, que sea fácil encontrar ritmos armónicos lentos en los movimientos rápidos. Al menos en parte, eso se debe a que un ritmo armónico rápido dificulta la asimilación de la música por parte del oyente. En este sentido es interesante recordar que la Escuela de Mannheim aportó al nuevo estilo musical del Clasicismo un ritmo armónico más lento que el que había estado de moda en el Barroco, lo que contribuyó a construir un estilo más asequible junto con otros elementos como la homofonía, etc.
En cambio, sí es habitual que los acentos métricos se correspondan con los acentos armónicos, es decir, con los acordes que tienen más peso tonal. Por ello, irregularidades métricas bien tipificadas como lo pueda ser la hemiolia comportan a menudo sendos desplazamientos en el ritmo armónico, como se puede ver por ejemplo al final de la primera frase del tercer movimiento de la Pequeña serenata nocturna, K. 525 de Wolfgang Amadeus Mozart.
El ritmo armónico no se suele describir exactamente; en su lugar, los analistas comparan las diferencias de ritmo armónico de una pieza a otra, o la cantidad de variación de éste en una misma pieza.

## Historia
En la música clásica el ritmo armónico suele ser regular y normalmente inversamente proporcional al tempo. Aunque existen algunos casos en los que un tempo lento se alía con un ritmo armónico lento, como en el preludio de Das Rheingold de Richard Wagner. 
Una diferencia estilística clave entre la música barroca y la clásica es que el ritmo armónico de la primera suele ser mucho mayor. Las corales de J. S. Bach muestran casi siempre un uniforme cambio de acorde por negra, mientras que en las piezas moderadas de Beethoven la armonía suele cambiar una vez por compás y, en las más rápidas, cada dos o cuatro compases. 
El Preludio n.º 1 en do mayor, BWV 846 de El clave bien temperado de J. S. Bach ilustra la diferencia entre los ritmos armónico y melódico: mediante una cadena constante de semicorcheas, Bach cambia de acorde una única vez por compás.
En la música romántica encontramos un ritmo armónico aún más lento en tempi comparables. Sin embargo, en la música clásica, la variedad de ritmos armónicos exhibidos es mayor que en la barroca, incluso aunque la propia armonía sea menos compleja. Observamos, por tanto, que el paso del tiempo ha reducido el ritmo armónico y aumentando su variación dentro de una obra. 
Es característico de la música de Aleksandr Skriabin, a partir de su período medio, el que el ritmo armónico se ralentice gradualmente.